# Роберт Глінце
Роберт Глінце (18 квітня 1997) — румунський плавець.
Учасник Олімпійських Ігор 2016 року.
Чемпіон Європи з водних видів спорту 2020 року, призер 2018 року.
Призер Чемпіонату Європи з плавання на короткій воді 2017, 2019 років.
Чемпіон світу з плавання серед юніорів 2015 року.